# Шнелер
Шнелер (от на немски: schneller – бързо) – устройство, монтирано на някои модели стрелково оръжие, позволяващо значително да се намали усилието, за произвеждане на изстрел при натискане на спусъка. Това позволява да се избегне „дръпването“ на оръжието, което се получава при прекомерно усилие за дърпане на спусъка, и което много силно снижава точността на стрелбата.
Шнелер има силно преимущество пред обикновения спусков механизъм. Така например, използването на шнелерен спусък при спортното оръжие води до рязко повишаване на резултатите от стрелбата. Усилието, което се изисква за изстрел с шнелерен спусък, е в диапазона 1 – 100 g и, като правило, може лесно да се регулира от самия стрелец(при това, без шнелер усилието на спусъка обикновено е около 2 kg). В същото време използването на шнелер изисква повишена предпазливост, тъй като често води до случайни изстрели, но хладнокровен и спокоен стрелец е значително облекчен в точната стрелба при използването на шнелер. Във всички случаи, специалистите са на едно мнение, че ползването на шнелер изисква сериозни навици, от каквото и оръжие да се води стрелбата.
Най-често оръжията с шнелер имат два спусъка. Спусъка на шнелера е разположен отзад на обикновения, при натискането му става активацията на шнелерния спусък. За изстрел стрелеца след това трябва само леко да докосне обикновения спусък. Много модели оръжия с шнелер имат само един, обикновен спусък, който за включването на шнелера трябва да се бутне напред. Усилието на спускане обикновено може да се регулира със специален винт, разположен до спусъка.
Много източници не препоръчват използването на шнелера при силни студове (под —12 °C). Ако шнелера е активиран, но не е произведен изстрел, следва незабавно да се спре действието му, за да се избегнат нещастни случаи (при най-разпространената схема с два спусъка – да се отовори затвора и след това да се натисне спусъка)Под ред. В. Е. Германа. Настольная книга охотника-спортсмена. Т. 1.. Що се отнася до спортното оръжие, то използването на шнелер макар и да дава прекрасни резултати, не може да се препоръча на начинаещи, тъй като ще създаде навици, които не са подходящи за спортивна кариера.
Шнелера не е изобретен последните десетилетия – известно е, че такива механизми, принципно без разлика от съвременния, са имали някои арбалети от началото на 16 век.
Шнелера понякога фигурира и в художествената литература. Той се споменава, например, в романа на И.А.Ефремов „Острието на бръснача“ от 1963 г.:
| „ | Тя вдигна винтовката. Озъбеният Ахмед се хвърли към нея. Тилотама мислеше само да го изплаши, но тя и понятие си нямаше за „шнелера“. Едва едва пръста ѝ докосна спусъка, и гръмна изстрел. | “ |